# Briosne-lès-Sables
Briosne-lès-Sables là một xã thuộc tỉnh Sarthe trong vùng Pays-de-la-Loire tây bắc nước Pháp. Xã này có diện tích 9,85 km2, dân số năm 2006 là 466 người.